# Жихнево (Тверская область)
Жихнево — деревня в Рамешковском районе Тверской области.

## География
Находится в восточной части Тверской области на расстоянии приблизительно 6 км на юг по прямой от районного центра поселка Рамешки.

## История
Известна с 1646—1647 годов как пустошь. В середине XIX века владельцы деревни предводитель дворянства Бежецкого уезда помещик поручик Модест Евграфович Воробьёв и Софья Александровна Дирина. В 1859 году в помещичьей русской деревне Жихнево 21 двор, в 1889 — 35. В советское время работали колхозы «Большевик», «Путь к коммунизму» и совхоз «Леоновский». В 2001 году в деревне 15 домов постоянных жителей и 23 дома — собственность наследников и дачников. До 2021 входила в сельское поселение Застолбье Рамешковского района до их упразднения.

## Население
Численность населения: 220 человек (1859 год), 199 (1887), 50 (1989), 35 (русские 100 %) в 2002 году, 54 в 2010.